# Сражение под Сливице
Сражение под Сливице — бои на завершающем этапе Второй мировой войны на территории Чехословакии. 
В мае 1945 года всё большее количество немецких воинских частей Вермахта и СС пробивало путь на запад, чтобы сдаться англо-американским войскам. Однако в районе города Пршибрам им помешали чешские партизаны, которые неожиданно атаковали немецкие позиции. Немногочисленные бойцы сопротивления потерпели поражение, но им на помощь подошли подразделения Красной армии. Впоследствии к бою подключились и подразделения американских войск.
Точное количество жертв с обеих сторон в этом бою до сих пор неизвестно.

## Военно-стратегическая ситуация
7 мая 1945 года представители нацистской Германии подписали акт о полной и безоговорочной капитуляции, который предписывал всем немецким войскам оставаться на своих местах и сдаваться при встрече войск антигитлеровской коалиции. Несмотря на это, генерал-фельдмаршал Фердинанд Шернер, командующий группы армий «Центр», проигнорировал приказ о капитуляции и велел своим подразделениям с боями пробиваться на запад, чтобы сдаться американским войскам.
Поскольку Советская армия находилась все ещё далеко от линии разграничения зон оккупации, остановить немцев попытались местные чешские партизаны. Конечно, неопытные и плохо вооружённые иррегулярные подразделения партизан потерпели поражение.
9 мая крупное соединение немецких войск, которое пробивалось на запад, остановилось вблизи демаркационной линии между чешскими деревнями Милин, Сливице и Чимелице (близ Пшибрама). Среди них были части группы «Валленштейн». Командование разрозненными подразделениями осуществлял начальник Управления СС в Богемии и Моравии группенфюрер Карл Фридрих фон Пюклер-Бургхаус. Вместе с войсками отступало и немецкое гражданское население. Поскольку партизанские подразделения сопротивления заблокировали путь в американскую зону, Пюклер-Бургхаус приказал подконтрольным ему войскам окопаться и занять оборонительные позиции.

## Ход боёв
11 мая чешские партизанские отряды во главе с советским офицером Евгением Антоновичем Олесенским попытались атаковать немцев, но их атаки были отражены. Однако в тот же день к немецким позициям подошли и советские войска, их атака началась с обстрела вражеских окопов тяжелой артиллерией. Советская артподготовка была поддержана также 4-й бронетанковой дивизией XII корпуса 3-й армии США. Позже войска 1-го, 2-го и 4-го Украинских фронтов вместе атаковали противника.
Ночью немецкая оборона была прорвана, и примерно в 03:00 12 мая на мельнице Раковица Пюклер-Бургхаус подписал протокол о капитуляции. От советской стороны подпись под документом поставил командир 104-й гвардейской стрелковой дивизии генерал-майор Иван Федотович Серёгин, а от американской — начальник штаба 4-й танковой дивизии. После капитуляции генерал Пюклер-Бургхаус вернулся на свою виллу, где он, его помощник и переводчик, совершили самоубийство. В плен попало около 6000 немецких солдат.
После боя, многие немецкие солдаты и немецкие гражданские лица пытались спрятаться в лесах военного полигона Каммвальд. В течение всего мая 1945 года чешские партизаны проводили рейды по зачистке местности, чтобы выследить тех, кто скрывался. Практически все кто был обнаружен были казнены. Точное количество жертв с обеих сторон в этом бою до сих пор неизвестно.

## Память
В 1970 году в Сливице на месте сражения был открыт памятник, разработанный архитектором Вацлавом Хильски. Ежегодно энтузиасты устраивают реконструкцию боя, в 2011 году в ней приняли участие члены чешского военно-исторического клуба, музей в Пршибраме и солдаты чешской армии.
Рядом с виллой в Чимелице поставлен памятник, надпись на котором гласит: «На этом месте 9 мая 1945 американская армия остановила отступление немецких войск. При участии американских, советских и немецких военных представителей 12 мая 1945 здесь была подписана последняя капитуляция Второй мировой войны в Европе».